# Serralada Aleutiana
La Serralada Aleutiana o Aleutian Range és una serralada del sud-oest d'Alaska, als Estats Units, que s'estén des del llac Chakachamna fins a l'illa Unimak, a l'extrem de la península d'Alaska, al llarg d'uns 1.000 km. Totes les muntanyes de la península en formen part, sent nombrosos els volcans actius que l'integren. Tot i que les illes Aleutianes són una extensió de la serralada, aquestes no es consideren part de la serralada.
La serralada és quasi una zona verge, sense carreteres i amb molt poca població. El Parc i Reserva Nacional de Katmai es troba en aquest indret, sent sols accessible en vaixell o avió.

## Serralades secundàries
L'Aleutian Range es pot dividir en tres grups muntanyosos, que de sud-oest a nord-est són: 
- Muntanyes de la península d'Alaska i de l'illa Unimak
- Muntanyes Chigmit
- Muntanyes Neacola[2]

## Muntanyes destacades

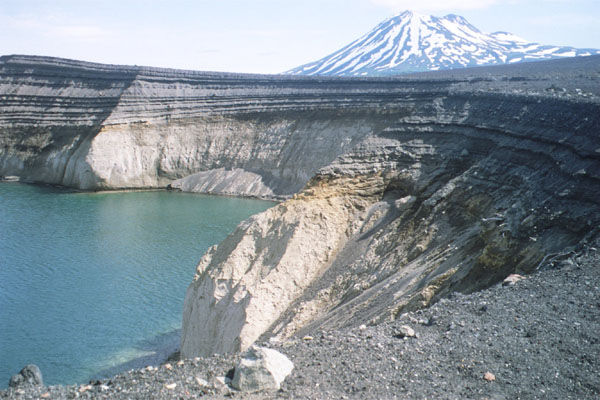
Península d'Alaska, Volcà Peulik i Maars Ukinrek

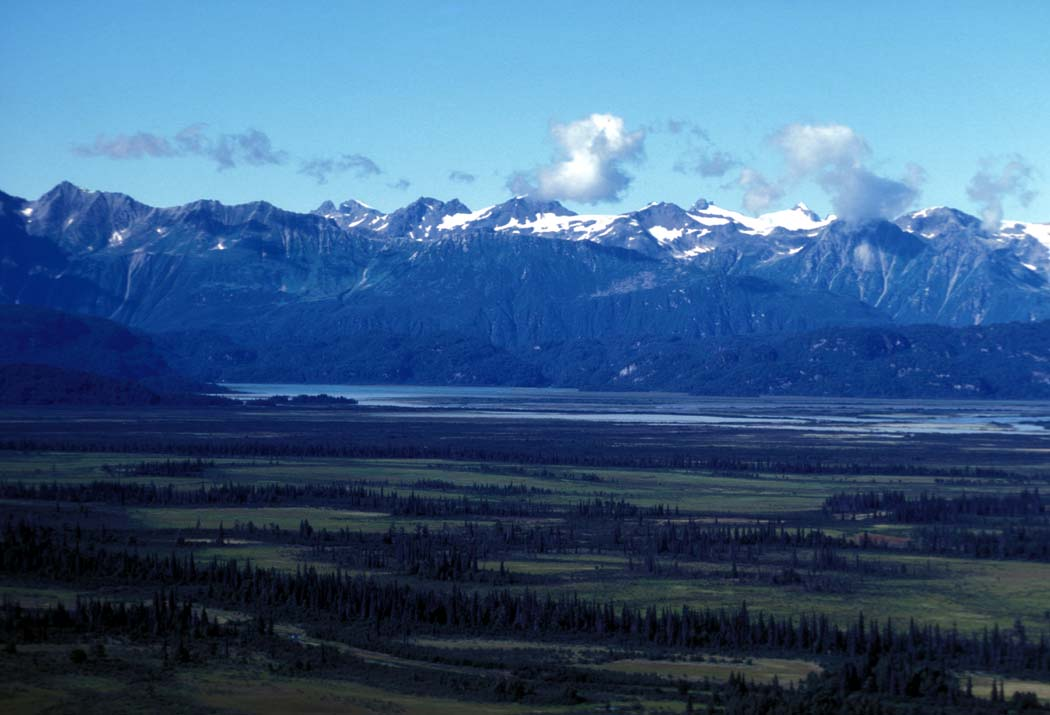
Aleutian Range

- Mont Redoubt (3.109 m), Muntanyes Chigmit
- Volcà Iliamna (3.054 m), Muntanyes Chigmit
- Mont Neacola, (2.873 m), Muntanyes Neacola
- Mont Shishaldin (2.857 m), Illa Unimak
- Mont Pavlof (2.715 m), Península d'Alaska
- Mont Veniaminof (2.508 m), Península d'Alaska.
- Pics Isanotski (2.446 m), Illa Unimak
- Mont Denison (2.318 m), Península d'Alaska.
- Mont Griggs, (2.317 m), Península d'Alaska.
- Mont Douglas (2.153 m), Península d'Alaska.
- Mont Chiginagak (2.134 m), Península d'Alaska.
- Double Peak (2.078 m), Muntanyes Chigmit
- Mont Katmai (2.047 m), Península d'Alaska
- Volcà Pogromni (2.002 m), Illa Unimak